# Temminckspecht
Der Temminckspecht (Yungipicus temminckii, Syn. Dendrocopos temminckii; Picoides temminckii) ist eine Vogelart aus der Familie der Spechte (Picidae).
Der Vogel ist endemisch auf Sulawesi.
Der Lebensraum umfasst tropische oder subtropische baumbestandene Flächen wie Sekundär-, Galeriewald, Plantagen, Straßenbäume, Gärten bis zu 2300 m Höhe.
Die Art ist Standvogel.
Das Artepitheton bezieht sich auf Coenraad Jacob Temminck.

## Merkmale
Der Vogel ist 13 bis 14 cm groß. Das Männchen ist vorne an der Stirn gelb-braun, dahinter bis zum Scheitel dunkelbraun. Am Scheitel sieht man graue Ansätze der Federn, die bei abgenutztem Gefieder gestreift erscheinen, seitlich zieht ein schmales rotes Band zum Nacken, ein schmaler weißer Überaugenstreif reicht seitlich bis zum Nacken. Die Ohrdecken sind dunkelbraun. Ein breiter weißer Wangenstreif läuft über die Halsseite oft bis zum mittleren Hinterhals. Die Kopfzeichnung wird komplettiert durch einen braunen, zart weiß gestreiften Kinnstreif. Die Oberseite ist olivbraun bis leicht grünlich und undeutlich bräunlich-weiß gestreift. Der Bürzel ist weißlich, oft dunkelbraun oder gelblich gestreift. Die Oberschwanzdecken sind braun und weiß gestreift, die dunkelbraunen Flügeldecken und Schirmfedern haben einen schwachen olivfarbenen Schimmer. Die Schwanzoberseite ist braun, bräunlich oder bräunlich-weiß gestreift.
Kinn und Kehle sind blass graubraun mitunter mit hellen Flecken. Die Unterseite ist blass gelbbraun, oliv bis gelblich-grau, breit braun oder olivbraun gestreift, Richtung Schwanz abnehmend. Der Unterschwanz ist blasser, meist leicht gelblich. Der ziemlich lange Schnabel ist spitz mit leicht gebogener Oberseite, schwarz, an der Basis grau. Die Iris ist rot bis hellbraun, die Beine sind olivgrün.
Das Weibchen hat kein Rot im Nacken. Jungvögel sind brauner mit weniger ausgeprägter Zeichnung.
Die Art ist monotypisch.

## Stimme
Der Ruf wird als scharfes „tirr-tir“, auch als schnelles „geegeegeegeegeegeegee“ beschrieben.

## Lebensweise
Die Nahrung wird meist hoch oben in den Wipfeln gesucht.
Die Brutzeit ist nicht sicher bekannt. Die Nisthöhle befindet sich in dickem Totholz.

## Gefährdungssituation
Die Art gilt als nicht gefährdet (Least Concern).